# 诺梅库尔
诺梅库尔（法語：Nomécourt，法語發音：[nɔmekuʁ]）是法国上马恩省的一个市镇，位于该省北部，属于圣迪济耶区。

## 地理
诺梅库尔（48°26'17"N, 5°4'25"E）面积10.77 平方千米，位于法国大東部大區上马恩省，该省份为法国东北部内陆省份，北起马恩省和默兹省，西接奥布省，西南接科多尔省，东南接上索恩省，东临孚日省。
与诺梅库尔接壤的市镇（或旧市镇、城区）包括：沙通吕-索梅尔蒙、甘德勒库尔-欧索尔姆、茹安维尔、马通。

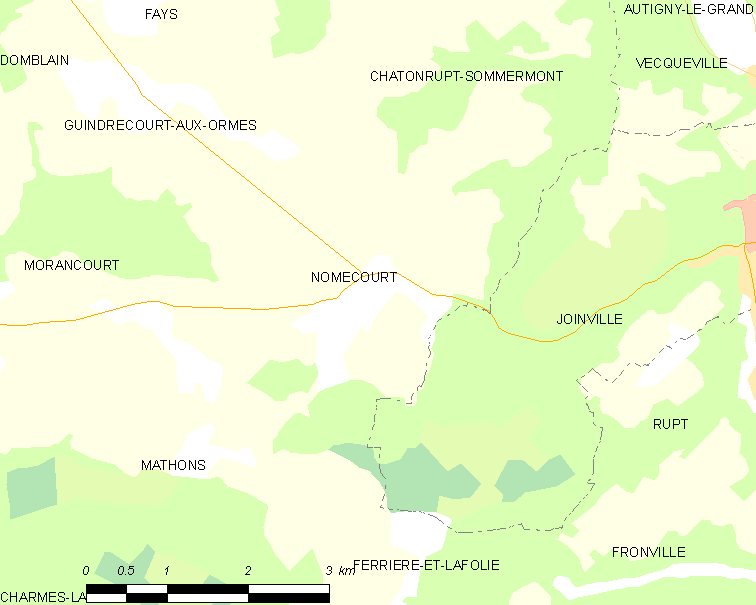
诺梅库尔的OSM定位图

诺梅库尔的时区为UTC+01:00、UTC+02:00（夏令时）。

## 行政
诺梅库尔的邮政编码为52300，INSEE市镇编码为52356。

## 政治
诺梅库尔所属的省级选区为茹安维尔县。

## 人口

1962-2008年间诺梅库尔人口变化图示

诺梅库尔于2022年1月1日时的人口数量为112人。